# ℝ³
Pour les articles homonymes, voir R3.
ℝ3 est une notation mathématique qui désigne l'ensemble des triplets de nombres réels.

## Structures additionnelles
- Cet ensemble est muni de façon canonique d'une structure d'espace tridimensionnel, vectoriel ou affine. On désigne encore cet espace par ℝ3. Dans tout autre espace tridimensionnel (affine et muni d'un repère affine ou vectoriel et muni d'une base), ℝ3 est l'ensemble des coordonnées possibles.

## Exemple
{\displaystyle \forall x\in \mathbb {R} ,\forall y\in \mathbb {R} ,\forall z\in \mathbb {R} } (qui s'abrège en {\displaystyle \forall x,y,z\in \mathbb {R} }) s'écrit aussi : {\displaystyle \forall (x,y,z)\in \mathbb {R} ^{3}}.